# باولو توديتشيني
باولو توديتشيني (Paolo Todeschini) هو لاعب كرة قدم إيطالي، ولد في ميلانو، في 22 سبتمبر 1920-30 مارس 1993)، بدأ حياته الكروية مع إيه سي ميلان عام 1939 وفي 1944 انتقل إلى نادي لاتسيو و من ثم تنقل بين العديد من الأندية أبرزها نادي جنوى، ثم قام بتدريب نادي إيه سي ميلان في موسم 1960م-1961م. و توفي عام 1993م.

## وصلات خارجية
- باولو توديتشيني على موقع قاعدة بيانات كرة القدم.إي يو (الإنجليزية)
- باولو توديتشيني على موقع عالم كرة القدم.نت (الإنجليزية)